# Microregione di Barretos
Barretos è una microregione dello Stato di San Paolo in Brasile, appartenente alla mesoregione di Ribeirão Preto.

## Comuni
Comprende 3 comuni:
- Barretos
- Colina
- Colômbia